# Bovenkerkerpolder
De Bovenkerkerpolder is een polder in en ten zuiden van Amstelveen en ten oosten van Bovenkerk. In het noorden grenst het gebied aan de Middelpolder en in het oosten aan de Amstel.
Het noordelijke deel van de polder is sinds de jaren zestig bebouwd. Hierin liggen de Amstelveense wijken Keizer Karelpark, Groenelaan, Middenhoven en Waardhuizen. In het zuidelijk deel van de polder, tussen de Nesserlaan en de Hollandse Dijk, wordt de grond agrarisch gebruikt op de oude kavels van na 1769. 

## Geschiedenis
Tot 1639 werd er turf gestoken in de polder en ontstond er een waterplas tussen de Bovenkerkerweg (west) en de Amsteldijk (oost). Later vormde het water een bedreiging voor Amstelveen en Amsterdam. Daarom werd op 7 september 1764 door de Staten van Holland en West-Friesland octrooi verleend voor het verder uitvenen en droogmaken van de plas. Het droogmaken gebeurde door elf molens. Uiteindelijk viel de polder in 1769 droog. Uit keramiek vondsten uit de fundering van de Nesserlaan waar deze de historische Middenweg lopende van Uithoorn naar de moderne Amstelveense wijk Waardhuizen kruist,  bleek deze te zijn opgehoogd en verstevigd met woningafval (steenpuin, aardewerkscherven, glas e.d.) uit (waarschijnlijk) Amsterdam dat per schuit kon zijn aangevoerd over de Amstel.